# Скопин, Иван Васильевич (Герой Социалистического Труда)
Иван Васильевич Скопин (29 января 1932 года—25 мая 2009 года) — машинист вращающихся печей производственного объединения Волковысского цементного завода «Победа», Герой Социалистического Труда (1971).
Родился 29 января 1932 года в селе Косарово Осташковского района Тверской области.
В годы Великой Отечественной войны остался без родителей, погибших под бомбёжкой, воспитывался в детском доме.
После окончания ремесленного училища был направлен на работу на цементный завод «Победа» (позднее производственное объединение «Волковыскцементошифер», ныне ОАО «Красносельскстройматериалы») в рабочий поселок Красносельский Волковысского района Гродненской области, где работал помощником машиниста, затем машинистом в цехе обжига.
Стал инициатором соревнования по повышению часовой производительности вращающихся печей, добился достижения часовой производительности печей 800 килограммов клинкера, одним из первых в отрасли стал обслуживать две печи, после строительства крупнейшей на заводе печи № 6 стал работать на ней, производя до 150 тысяч тонн цемента в год, подготовил девять машинистов печей к самостоятельной работе.
Избирался членом парткома завода и объединения, делегатом XXVIII съезда Компартии Беларуси (1976), членом ревизионной комиссии ЦК Компартии Беларуси.
Почётный гражданин Волковысского района.
Иван Васильевич Скопин умер 25 мая 2009 года.

## Награды
- Герой Социалистического Труда (1971) — указом Президиума Верховного Совета СССР от 7 мая 1971 года за образцовое выполнение заданий пятилетнего плана
- Орден Ленина (1971)
- Орден «Знак Почёта» (1966)
- медали